# Cantonul Pont-d'Ain
Cantonul Pont-d'Ain este un canton din arondismentul Bourg-en-Bresse, departamentul Ain, regiunea Rhône-Alpes, Franța.

## Comune
| Comune               | Populație (1999) | Cod poștal | Cod INSEE |
| -------------------- | ---------------- | ---------- | --------- |
| Certines             | 1 288            | 01240      | 01069     |
| Dompierre-sur-Veyle  | 968              | 01240      | 01145     |
| Druillat             | 882              | 01160      | 01151     |
| Journans             | 330              | 01250      | 01197     |
| Neuville-sur-Ain     | 1 236            | 01160      | 01273     |
| Pont-d'Ain           | 2 307            | 01160      | 01304     |
| Priay                | 1 152            | 01160      | 01314     |
| Saint-Martin-du-Mont | 1 302            | 01160      | 01374     |
| Tossiat              | 1 115            | 01250      | 01422     |
| La Tranclière        | 300              | 01160      | 01425     |
| Varambon             | 385              | 01160      | 01430     |